# Barry Scratchy Myers
Barry "Scratchy" Myers, meglio conosciuto come il dj dei Clash (...), è un musicista e disc jockey inglese.
Aprì infatti tutti i concerti dei Clash del periodo 1978-1980 nei tour Sort It Out Tour ed anche al Pearl Harbour Tour. Dal 2002 fece da tour dj a Joe Strummer e i Mescaleros. Il suo è uno stile ibrido, eclettico, antagonista al tecnicismo che prevarrà negli anni ottanta.

## Biografia
Prima dell'esperienza con i Clash, Myers fu resident dj alla Dingwalls Dancehall di Camden Town, Londra. Apriva anche le serate della maggior parte dei concerti che si tenevano al Roundhouse, al Rainbow, all'Electric Ballroom, all'Hammersmith Odeon ed al Lyceum, facendo da apripista a gruppi come i Ramones, The Cramps, Blondie, Black Uhuru e Iggy Pop. Andò in tour in Inghilterra per 2 volte con i Dr. Feelgood.
Dopo il periodo con i Clash, trasmise per un certo periodo in radio con il suo programma Scratchy Sounds, prima di prendersi una pausa per dedicarsi a suonare insieme ad un gruppo. I gruppi con i quali militò furono i Snivelling Shits, Khmer Rouge e i Trash County Dominators. Negli anni novanta si cimentò anche nell'arte della fotografia, e i suoi scatti furono pubblicati sulle riviste Mojo e Q Magazine.
Tornò quindi nel 2002 insieme a Joe Strummer ed ai suoi Mescaleros, oltre ad aprire per altri artisti come Jah Wobble, Joe Ely, Jon Spencer Blues Explosion e Tony Joe White. Negli ultimi tre anni (2004-2006) ha seguito in tour il gruppo dei Pogues nel periodo natalizio in Inghilterra ed Irlanda.
Ha inoltre partecipato a numerosi festival musicali, tra i quali Glastonbury per tre anni (2003-2005). Nel 2006 ha iniziato a collaborare con il gruppo Gogol Bordello.